# GlobZ
GlobZ est un studio de développement de jeux vidéo français fondé en 2000 et basé à Paris.

## Ludographie
- 2003 : Globulos
- 2010 : Globulos Party
- 2010 : Switchy
- 2010 : Plitch
- 2011 : Globulos Mania
- 2012 : TwinSpin
- 2013 : C'est mon jeu
- 2014 : Mucho Party
- 2015 : Lamp and Vamp
- 2015 : Pokaboo (jeu vidéo de réflexion dans lequel le joueur incarne un petit fantôme qui doit rassembler des blocs de la même couleur en les poussant (tout en pouvant passer au travers au besoin). Le jeu a reçu la note de 8/10 dans Canard PC[2])
- 2015 : Les Shadoks
- 2017 : Goal Finger